# Belcastel, Aveyron
Belcastel là một xã trong vùng Occitanie, thuộc tỉnh Aveyron, quận Rodez, tổng Rignac. Tọa độ địa lý của xã là 44° 23' vĩ độ bắc, 02° 20' kinh độ đông. Belcastel nằm trên độ cao trung bình là 450 mét trên mực nước biển, có điểm thấp nhất là 391 mét và điểm cao nhất là 707 mét. Xã có diện tích 10,74 km², dân số vào thời điểm 1999 là 251 người; mật độ dân số là 23 người/km².

## Thông tin nhân khẩu
| 1962 | 1968 | 1975 | 1982 | 1990 | 1999 |
| ---- | ---- | ---- | ---- | ---- | ---- |
| 279  | 280  | 266  | 249  | 245  | 251  |

## Nhân vật
- Fernand Pouillon

## Địa điểm tham quan
- Lâu đài Belcastel.